# Kontraband
Kontraband (italienska contrabbando, 'smugglande', 'smuggelgods', skapat av orden contra- 'mot-' och bando, 'påbud') är varor som är förbjudna att äga, transportera eller överlåta och vars införande i ett land strider mot givna föreskrifter. De är i allmänhet underkastade konfiskation.
Med kontraband avses ofta krigskontraband som är vissa slag av varor som krigförande stat förklarat sig ämna beslagta, om de av neutral stats undersåte skeppas till fienden. Stater har försökt stadga vad är gällande krigskontraband i Parisdeklarationen.

## Källhänvisningar
- kontraband i Nationalencyklopedins nätupplaga. Läst 31 januari 2015.
- Nordisk familjebok 1952-55 års upplaga/ Kontraband
- Norstedts uppslagsbok 1948/ Kontraband